# Koleje Śląskie
Koleje Śląskie (укр. Сілезька залізниця;  скорочено — KSL) — заснований 8 квітня 2010 року самоуправлінням Сілезького воєводства польський залізничний перевізник року. Початок транспортної діяльності "Сілезької залізниці" відбувся 1 жовтня 2011 року, а 9 грудня 2012 року компанія прийняла від Polregio обслуговування майже всіх регіональних залізничних сполучень у Сілезькому воєводстві.
Перевізник обслуговує 17 ліній у Сілезькому воєводстві, з них три закінчуються в Малопольському воєводстві та одна — у Моравсько-Сілезькому краї. Сілезька залізниця має угоду із Сілезьким маршалком на експлуатацію цих маршрутів до 31 грудня 2030 року.
У 2021 році, перевізник мав ринкову частку 6,06% за кількістю пасажирів (5-й результат по країні) та 3,34% ринку за обсягом перевезень у пасажирокілометрах (6-те місце в Польщі).